# Йохан Георг фон Ощайн
Йохан Георг фон Ощайн (на немски: Johann Georg von Ostein; * ок. 1579; † 1635) е благородник от стария род Ощайн в Горен Елзас.
Той е син на Йохан Якоб I фон Ощайн и съпругата му Аполония фон Халвил. Внук е на Георг фон Ощайн и правнук на Якоб фон Ощайн. Праправнук е на Бернхард II Ощайн и потомък на Бернхард фон Ощайн. Брат е на Йохан Хайнрих фон Ощайн (* 1579; † 26 ноември 1646), княжески епископ на Базел (1628 – 1646). Дядо е на имперски граф Йохан Филип I фон Щадион (1652 – 1742) и Франц Каспар фон Щадион (1637 – 1704), княжески епископ на Лавант (1673 – 1704), синове на дъщеря му Мария Агнес фон Ощайн (1610 – 1632/1664). Роднина е на Йохан Фридрих Карл фон Ощайн (1689 – 1763), от 1712 г. имперски граф чрез баща си и от 1743 г. архиепископ и курфюрст на Майнц и също епископ на Вормс (от 1756).
Родът Ощайн е издигнат през 1712 г. на граф и изчезва през 1809 г. по мъжка линия с Йохан Фридрих Карл Максимилиан фон Ощайн (* 12 април 1735 в Санкт Петербург; † 25 април 1809 в Ашафенбург).

## Фамилия
Йохан Георг фон Ощайн се жени на 7 октомври 1602 г. за Агнес Фауст фон Щромберг, дъщеря на Салентин Фауст фон Щромберг и Магдалена фон Шьонау. Те имат децата:
- Йохан Якоб фон Ощайн († 13 ноември 1664), женен на 16 декември 1641 г. във Фрайбург в Брайзгау за Анна Магдалена Кемерер фон Вормс-Далберг, наследничка на Рюдесхайм († 7 април 1672, Фрайбург), вдовица на Фридрих фон Зикинген, дъщеря на Ханс Георг Кемерер фон Вормс-Далберг († 1644) и Барбара фон Кронберг, наследничка на Рюдесхайм († 1621); имат един син:
  - Граф Йохан Франц Себастиан фон Ощайн (1652 – 1718), женен на 12 януари 1687 г. за графиня Анна Шарлота Мария фон Шьонборн (1671 – 1746)
- Мария Магдалена Агнес фон Ощайн (* 22 октомври 1610, Гебайлер 1610; † сл. 1632/сл. 1664, Прунтрут), омъжена на 6 юли 1632 г. за Йохан Кристоф фон Щадион (* 13 септември 1610; † 1666, Трипщат), амтман на епископа на Вюрцбург в Тримберг, син на Йохан Кристоф фон Щадион (1563 – 1629) и Маргарета фон Зикинген-Хоенбург († 1622); имат 10 деца
- Мария Естер фон Ощайн († 7 май 1690, Фрайбург в Брайзгау), омъжена на 8 април 1638 г. в Зинцлинге за фрайхер Фридрих Франц фон Зикинген-Хоенбург (* 6 януари 1606, Фрайбург; † 8 март 1659, Фрайбург), син на Йохан Якоб фон Зикинген-Хоенбург (1571 – 1611) и Сузана фон Райнах († 1637)